# Anika Geyer
Anika Geyer (* 19. Dezember 1990 in Berlin-Mitte) ist eine deutsche Schauspielerin.

## Leben
Geyer wuchs in einem  Dorf in Brandenburg auf. Von 2008 bis 2011 absolvierte sie eine Schauspielausbildung. Ab ihrer Zwischenprüfung erhielt sie verschiedene Engagements, bspw. am Velvets Theater in Wiesbaden für die Hauptrolle in Momo. Weitere Engagements hatte sie am Steins Tivoli in Hanau, Rodenbach und Die Katakombe Frankfurt, wo sie eine der Hauptrollen in Frank Wedekinds Frühlings Erwachen verkörperte.
2012 spielte sie die Hauptrolle in dem Kurzfilm Mutter Natur, der international auf Filmfestivals lief und auch auf Arte ausgestrahlt wurde. Nach einer Nebenrolle 2014 in der ARD-Krimikomödie Alles Verbrecher – Eiskalte Liebe unter der Regie von Jürgen Bretzinger folgte eine Episodenhauptrolle in der  Seifenoper Gute Zeiten, schlechte Zeiten. 2019 bekam sie die Hauptrolle in dem ZDF-Kurzfilm Nur ein Sandkorn, welcher den ersten Preis bei dem Jugendfilmfestival Flimmern&Rauschen in München erhielt.
2023 stand Anika Geyer für die True-Crime-Fernsehserie Young Crime vor der Kamera und 2024 ist sie in einer Episodenhauptrolle in der deutschen Krimi-Vorabendserie Das Küstenrevier auf Sat.1 zu sehen.
Anika Geyer lebt in Brandenburg und in Hessen.

## Filmografie
- 2012: Mutter Natur; Kurzfilm; Regie: André Kirchner
- 2012: Alles Verbrecher – Eiskalte Liebe; Krimikomödie; Regie: Jürgen Bretzinger
- 2014: Gute Zeiten, schlechte Zeiten; Regie: Frank Hein und Michael Ammann
- 2019: Nur ein Sandkorn; Kurzfilm; Regie: Sandra Cavallaro und Meike Schalk
- 2023: Young Crime, 2. Staffel; Regie: Birgit Tanner[6]
- 2024: Das Küstenrevier, 1. Staffel; Regie: Axel Hannemann[7]

## Theater
- 2010–2015: Die kleine Meerjungfrau Rusalka; Rolle: Küchenjunge; Regie: Bedrich Hanys und Dana Bufkova und Barbara Naughton; Velvets Theater Wiesbaden
- 2011–2014: Grenzen-Los; Rolle: Hanka; Regie: Dieter Seidel; Velvets Theater Wiesbaden
- 2012–2016: Die Zauberflöte; Rolle: Papagena; Regie: Bedrich Hanys und Dana Bufkova und Barbara Naughton; Velvets Theater Wiesbaden
- 2013–2014: Momo; Rolle: Momo; Regie: Anette Krämer; Velvets Theater Wiesbaden
- 2014–2016: Hier sind Sie richtig; Rolle: Berthe; Regie: Frank Heck; Steins Tivoli
- 2014: Keine Leiche ohne Lily; Rolle: Victoria Reynolds; Regie: Frank Heck; Steins Tivoli[8]
- 2015: Seitensprung für Zwei; Rolle: Sandy; Regie: Frank Heck; Steins Tivoli[8]
- 2016: Ekel Alfred; Rolle: Rita; Regie: Louise Oppenländer; Steins Tivoli
- 2016–2017: Der nackte Wahnsinn; Rolle: Poppy; Regie: Frank Heck;, Steins Tivoli[8]
- 2017: Keinohrhasen; Rolle: Miriam, Lilli, Kellnerin, Nina; Regie: Louise Oppenländer; Steins Tivoli[8]
- 2017: Mama wird der Superstar; Rolle: Carlchen; Regie: Frank Heck; Steins Tivoli
- 2018: Halbe Wahrheiten; Rolle: Ginny; Regie: Louise Oppenländer; Steins Tivoli
- 2018–2019: Ein Käfig voller Narren; Rolle: Muriel; Regie: Frank Heck; Steins Tivoli
- 2018–2019: Ein Traum von Hochzeit; Rolle: Judy; Regie: Frank Heck; Steins Tivoli
- 2019: Zwei Männer ganz nackt; Rolle: Callgirl; Regie: Klaus Heindl;  Steins Tivoli
- 2020: Frühlings Erwachen; Rolle: Wendla; Regie: Carola Moritz; Die Katakombe